# 澳洲分艦隊
澳洲分艦隊（英語：Australian Squadron）是英國皇家海軍於1859年至1911年間駐紮於澳大利亞基地的分艦隊之名稱。

## 歷史
澳洲分艦隊最初是一支駐紮在澳大利亞雪梨的皇家海軍之小型艦隊。主要目的在保護大英帝國在澳大利亞和紐西蘭的殖民地。澳大利亞孤立於與大英帝國其他地區意味著澳洲分艦隊很容易被忽視，到1870年代，人們認為澳洲分艦隊無法發揮其預期作用。隨著1887年澳大利亞國防法案的通過，英國海軍部向澳大利亞基地分配了一個額外的“輔助分艦隊”，負責保護該地區的貿易。在1900年代初期，澳大利亞政府和紐西蘭政府同意資助澳洲分艦隊，而英國海軍部則致力於使澳洲分艦隊保持穩定的實力。
澳洲分艦隊於1913年10月4日解散。